# Terminalia celebica
Terminalia celebica är en tvåhjärtbladig växtart som beskrevs av Arthur Wallis Exell. Terminalia celebica ingår i släktet Terminalia och familjen Combretaceae. Inga underarter finns listade i Catalogue of Life.